# Vida de perros
Vida de perros es el cuarto álbum de la banda chilena Los Bunkers, lanzado el 8 de septiembre de 2005. Es considerado uno de los discos más exitosos que el grupo chileno ha publicado, siendo editado paralelamente en Estados Unidos y México, que permitirá la internacionalización de la banda. En abril de 2008, la edición chilena de la revista Rolling Stone situó a este álbum en el 26º. lugar dentro de los 50 mejores discos chilenos de todos los tiempos.

## Contenido
Vida de Perros fue grabado en la casa de Nicanor Parra, en Santiago, en sistema análogo, en sesiones que se extendieron por cerca de un mes, y que concluyeron con la salida a las radioemisoras locales del primer sencillo, «Ven Aquí».
Con un corte más bailable y letras decididamente más crudas que en los álbumes anteriores, Vida de Perros fue la consagración de Los Bunkers como una de las bandas más importantes de la escena del rock chileno y latinoamericano. El estilo de pop rock oscuro que engloba al álbum es acompañado por letras gráficas y viscerales sobre los momentos de excitación, desilusión y vértigo de las relaciones de amor. Todo ello se adorna con atmósferas simples de guitarra, bajo y batería, utilizándose teclados sólo en algunas ocasiones. Los ritmos oscilan entre el rock bailable («Llueve Sobre la Ciudad»), la balada («Maribel») y el pop («Hoy»), con un acento importante en los tonos melódicos oscuros («Ahora Que No Estás», «Ven Aquí»).
La totalidad de los temas del CD fueron escritos por los hermanos Francisco y Mauricio Durán, guitarristas de la banda, que, además, asumen labores vocales con mayor frecuencia que en los discos anteriores. 
El disco se ha lanzado internacionalmente, aprovechando el éxito de sus primeros singles, «Ven Aquí» y «Llueve Sobre la Ciudad» en Chile y la fortaleza de estas composiciones. Ya ha obtenido disco de oro por más de diez mil copias vendidas en el país. En abril de 2006 se estrenó el tercer sencillo, «Ahora Que No Estás».

## Lista de canciones
Todas las canciones escritas y compuestas por Francisco y Mauricio Durán, excepto donde se indica. 
| Edición estándar |                          |                     |          |  |
| N.º              | Título                   | Vocalista principal | Duración |  |
| 1.               | «Ven aquí»               | Álvaro López        | 3:37     |  |
| 2.               | «Nada más de mí»         | Á. López            | 3:13     |  |
| 3.               | «Llueve sobre la ciudad» | F. Durán            | 3:57     |  |
| 4.               | «Tú»                     | F. Durán y Á. López | 3:05     |  |
| 5.               | «Maribel»                | Á. López            | 4:06     |  |
| 6.               | «Ahora que no estás»     | F. Durán            | 5:51     |  |
| 7.               | «Miéntele»               | Á. López            | 3:57     |  |
| 8.               | «Nada es igual»          | Á. López            | 3:56     |  |
| 9.               | «Te vistes y te vas»     | Á. López            | 3:29     |  |
| 10.              | «Vida de perros»         | M. Durán            | 3:35     |  |
| 11.              | «Hoy»                    | Á. López            | 3:39     |  |

| Edición de lujo |                                        |                     |          |  |
| N.º             | Título                                 | Vocalista principal | Duración |  |
| 12.             | «Dime quién»                           | F. Durán            | 3:35     |  |
| 13.             | «Y volveré» (Germaín de la Fuente)     | Á. López            | 4:41     |  |
| 14.             | «Bang a Gong (Get It On)» (Marc Bolan) | Á. López            | 4:26     |  |

«Y volveré» es una versión en español de la canción «Emporte-moi» de Alain Barrière, traducida y originalmente interpretada por Germaín de la Fuente de Los Ángeles Negros en su disco Y volveré.

## Sencillos
- «Ven Aquí» – septiembre de 2005
- «Llueve Sobre la Ciudad» – noviembre de 2005
- «Ahora Que No Estás» – abril de 2006
- «Miéntele» – septiembre de 2006
- «Y Volveré» – verano de 2007

## Músicos
- Álvaro López (25 años) – Voz solista (excepto donde se indica) y Guitarras
- Francisco Durán (23 años) – Guitarras, teclados, coros, voz solista en «Llueve Sobre la Ciudad», «Ahora Que No Estás», «Dime Quién» y «Tú» (estrofas)
- Mauricio Durán (28 años) – Guitarras, teclados y coros, Voz solista en «Vida de Perros»
- Gonzalo López (23 años) – Bajo
- Mauricio Basualto (36 años) – Percusión y batería

## Presentaciones
Este disco fue presentado con tres grandes conciertos en Valparaíso, Santiago y Concepción. El concierto del Teatro Teletón de Santiago y el del Anfiteatro de San Pedro de La Paz conforman la columna vertebral del primer DVD del grupo, Los Bunkers en Vivo, lanzado el 20 de noviembre de 2006. Este material audiovisual, incluye, adicionalmente, un documental de una hora y veinte minutos de duración, que cuenta la historia de la banda, con imágenes y shows inéditos.
En el verano, Los Búnkers presentaron Vida de Perros a través de una extensa Gira de Perros por cerca de treinta localidades chilenas. 
«Llueve Sobre La Ciudad» cuenta con un videoclip de gran rotación por las cadenas latinoamericanas, dirigido por Felipe Foncea y Felipe Sepúlveda, estrenado el 14 de noviembre de 2005. «Ven Aquí» también tiene video promocional, dirigido por Beto Foncea a partir de las imágenes de los conciertos de presentación, y que sirve para la promoción de Vida de Perros en el extranjero. A estos videos se agregaron los promocionales de «Ahora Que No Estás» y «Miéntele», tercer y cuarto singles del disco, estrenados en el sitio oficial de la banda.
Además, cabe destacar que durante el tour «Gira de Perros», tuvieron la oportunidad de telonear a la banda británica Oasis el 13 de marzo del año 2006 en él Velódromo del Estadio Nacional

## Reconocimientos

### Premios
Incluye sólo los obtenidos durante la promoción de este álbum:
- Mejor banda, en el Rock & Pop Aguards (Así Nos Gusta) (2005).
- Disco de oro por más de 10000 copias vendidas en Chile.
- Premio Altazor como mejor banda chilena (2006), otorgado por sus pares.
- Premio APES, como mejor banda chilena (año 2005, entregado en 2006)

### Listas
| Publicación   | País  | Lista                          | Año  | Puesto |
| ------------- | ----- | ------------------------------ | ---- | ------ |
| Rolling Stone | Chile | Los 50 mejores discos chilenos | 2008 | 26     |

## Citas
- «No queríamos perder la frescura en este disco y por eso se oye la aspereza en la grabación. En cuanto a las letras, están compuestas de la manera más directa, sin metáforas, ya que nunca hemos tratado de ser poéticos, sino que se entienda el sentimiento que origina la canción. Obvio que para nosotros es el mejor disco que hemos hecho y por eso es el disco idóneo para darnos a conocer en otros lugares». (Mauricio Durán en Rockero.com)
- «Es un disco de desamor, de separación De la etapa más mala del amor. Es un disco para separados» (Francisco Durán en La Nación)
- «La emoción de los temas a mí me revivió un momento particular en la vida. Soy el único verdaderamente separado, con familia. Entonces como las cosas fueron al callo». (Álvaro López en Apes)
- «Nos interesa llegar a todos los lugares posibles. Pero para eso siempre hemos ido paso a paso. No nos volamos con metas demasiado altas. Nuestro paso natural ahora es la internacionalización. Queremos que nuestras canciones lleguen al mayor número de personas posible, no tenemos rollos que lo escuche cierto sector de gente, no le vamos a poner límites nosotros haciendo música sólo para gente joven ¿cachai?» (Francisco Durán en Paniko.cl)